# Вулиця Сержанта Жужоми (Черкаси)

## Розташування
Починається від вулиці Гагаріна і продовжується в бік Дніпра, де при повороті переходить у вулицю Героїв Дніпра.
Вулиця неширока, по 1 смузі руху в кожний бік. Після реконструкції в 2021-му році має асфальтобетонне покриття.

## Походження назви
Вулиця створена 1983 року і названа на честь Героя Радянського Союзу Миколи Жужоми.